# Evolutionsmuseet

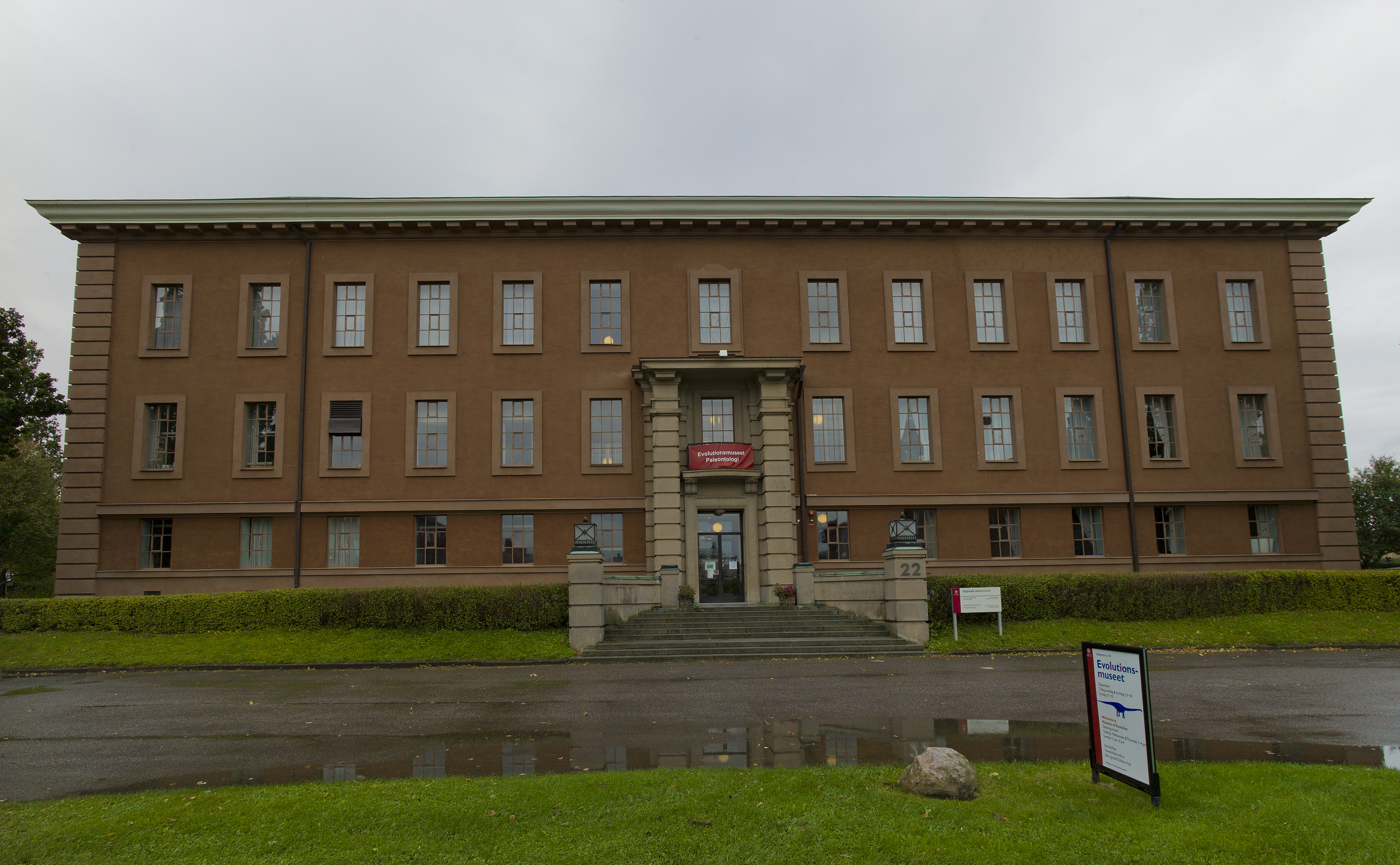
Evolutionsmuseet, Paleontologen

Evolutionsmuseet är ett naturhistoriskt museum i Uppsala. Det ligger i Kåbo intill Botaniska trädgården och drivs inom ramen för Uppsala universitet. Museets lokaler är sedan 1993 ett statligt byggnadsminne och utsågs 1997 till byggnadsminne enligt kulturmiljölagen.
Museet har sin grund i de naturalier som sedan 1600-talet donerades från privata samlingar till Uppsala universitet. Några av samlingens viktigaste tidiga donatorer var drottning Lovisa Ulrika, Jonas Alströmer, Carl von Linné, Carl Peter Thunberg, Leonard Gyllenhaal, Carl Wiman, Joachim Burser, Göran Wahlenberg och Elias Fries. Evolutionsmuseet i sin nuvarande form skapades 1999 ur Uppsala universitets tidigare naturvetenskapliga museer och drivs som en del av Evolutionsbiologiskt centrum (EBC). Museet har idag mer än 5 miljoner föremål i sina samlingar men museets utställningar omfattar endast en liten minoritet av dessa. Museets föremål har ända sedan 1600-talet använts i utbildningssyfte vid universitetet.
Museet är fördelat på tre lokaler. Zoologen är belägen på Villavägen 9 och huserar museets zoologiska föremål. Byggnaden uppfördes 1917 av arkitekterna Ture Stenberg och Victor Holmgren. Paleontologen ligger på Norbyvägen 22. Här finns bland annat en av världens största permanenta utställningar av kinesiska dinosaurier utanför Kina. I samma lokaler finns också en utställning om mineralogi. Båda dessa lokaler är öppna för allmänheten. Denna byggnad uppfördes 1929 efter ritningar av arkitekten Axel Anderberg. Museets tredje byggnad är belägen på Norbyvägen 16 och innehåller museets botaniska avdelning samt museets administration. Denna avdelning är inte öppen för allmänheten men forskare och andra besökare kan få tillträde till samlingarna efter överenskommelse med museet.